# Florence Griswold Museum

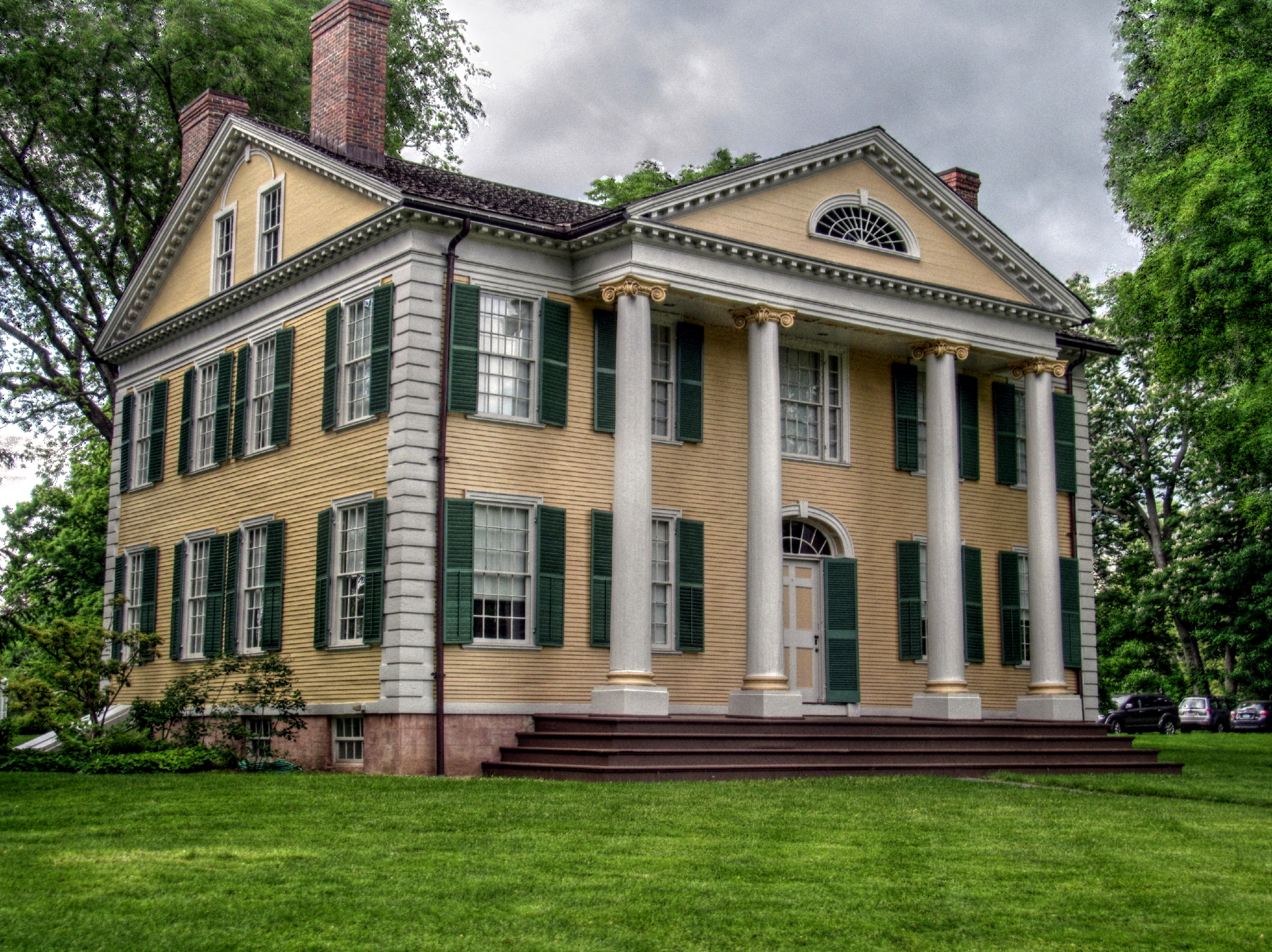
Florence Griswold House, Old Lyme, CT

Das Florence Griswold Museum („Flo Gris“) in Old Lyme, Connecticut, ist ein auf den amerikanischen Impressionismus spezialisiertes Kunstmuseum. Es befindet sich im ehemaligen Wohnhaus von Florence Griswold (1850–1937), das einst das Zentrum der Old Lyme Art Colony, einer bedeutenden Künstlergemeinschaft des frühen 20. Jahrhunderts, war. Das Museum umfasst ein 12 Hektar großes Gelände mit historischen Gebäuden, Gärten und Spazierwegen.

## Geschichte

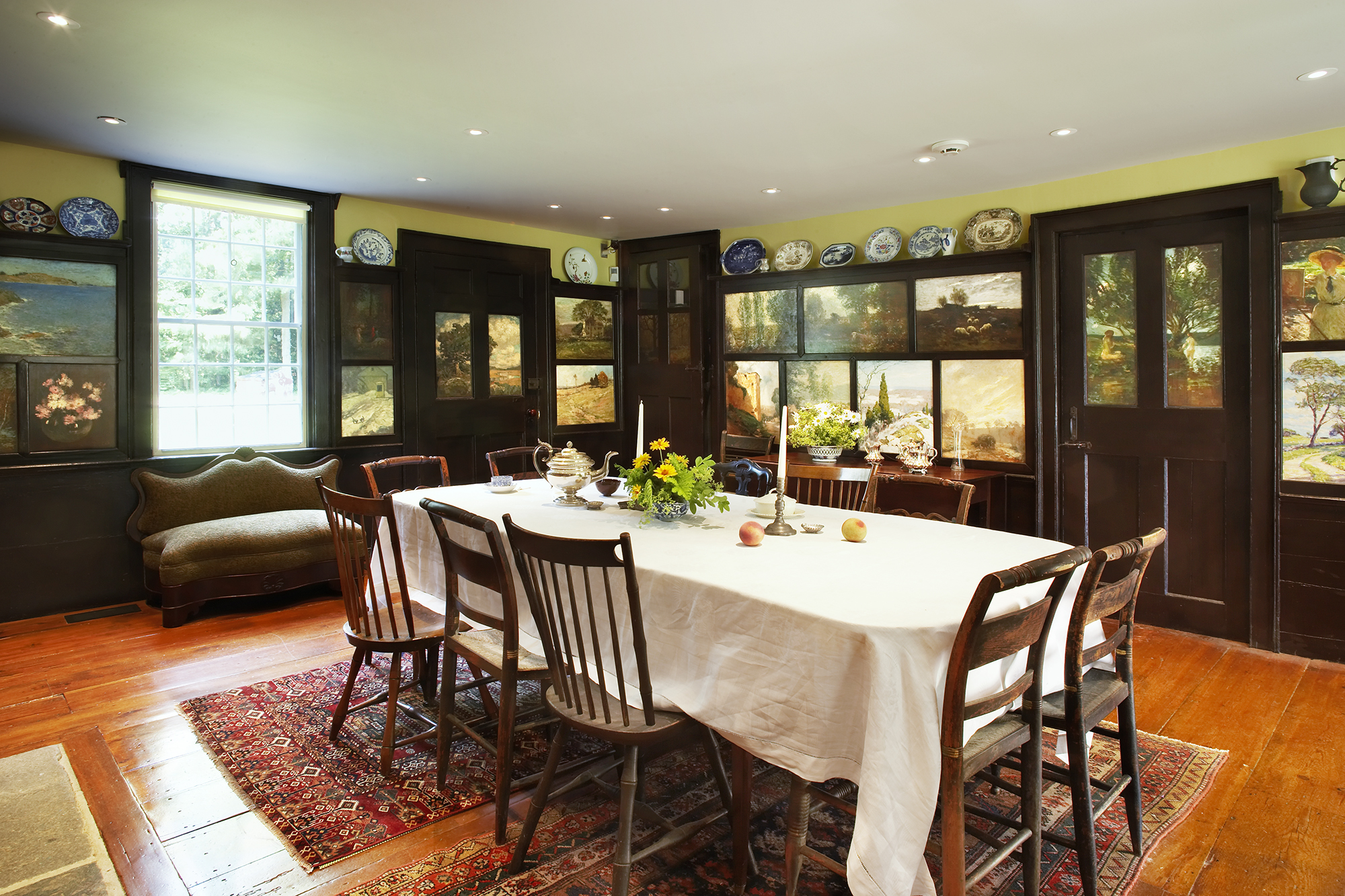
Esszimmer des Florence Griswold House mit Gemälden amerikanischer Künstler des neunzehnten Jahrhunderts.

Das Hauptgebäude des Museums, das Florence Griswold House, wurde 1817 von Samuel Belcher im späten georgianischen Stil für William Noyes erbaut. Florence Griswold führte hier ab Ende des 19. Jahrhunderts ein Internat, das schnell zum Treffpunkt für Künstler wie Henry Ward Ranger, Childe Hassam und Willard Metcalf wurde. Diese Künstler malten oft direkt auf die Wände und Türen des Hauses, eine Tradition, die sie möglicherweise von europäischen Künstlerkolonien wie Barbizon und Giverny übernommen hatten. Nach Griswolds Tod 1937 wurde das Haus durch eine Spendenaktion, an der sich auch der Künstler Harry Hoffman beteiligte, erhalten und später in ein Museum umgewandelt.  

## Architektur

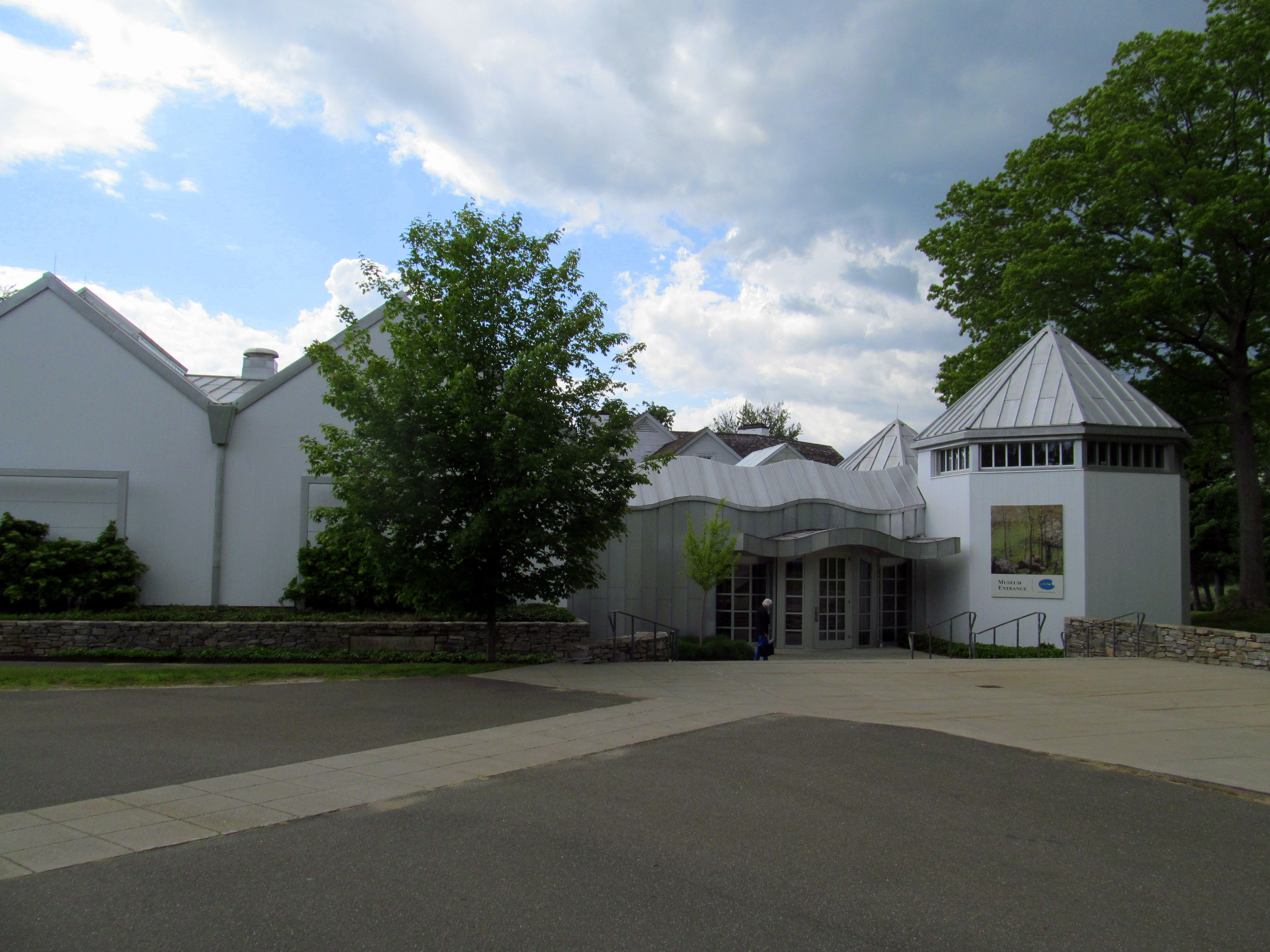
Robert and Nancy Krieble Gallery im Florence Griswold Museum

Das Florence Griswold House ist ein Beispiel für den späten georgianischen Baustil mit einer Fassade, die von vier großen ionischen Säulen dominiert wird. Das Innere des Hauses wurde so restauriert, wie es um 1910 aussah, einschließlich der möblierten Räume und der von Künstlern bemalten Wandverkleidungen. Im ersten Stock befinden sich eine große zentrale Halle, mehrere Schlafzimmer, ein Wohnzimmer und ein formaler Speisesaal. Die zweite Etage dient als Ausstellungsfläche mit fünf Galerien, in denen Werke aus der ständigen Sammlung sowie Neuerwerbungen gezeigt werden.
Das Florence Griswold Museum eröffnete 2002 die Robert and Nancy Krieble Gallery. Die Galerie wurde von Centerbrook Architects entworfen, die 1998 mit dem AIA Firm of the Year Award ausgezeichnet wurden, und beherbergt Ausstellungsräume, Sammlungsdepots, Besuchereinrichtungen und den Museumsshop. Mit Blick auf den Lieutenant River, wo viele der Internatsschüler von Miss Florence ihre Staffeleien aufstellten und die sumpfige Küste malten, greift das moderne Gebäude die einzigartige Geschichte und Umgebung des Museums auf.
Der Besucher betritt den Raum unter einem wellenförmigen Aluminiumdach, das den Gezeitenfluss auf der gegenüberliegenden Seite widerspiegelt. Blühende Weinreben, die an Edelstahllauben emporranken, bilden einen grünen Kontrast zu dem glatten weißen Gebäude und sind eine Hommage an die üppigen Gärten von Florence Griswold. In Anlehnung an die Bedeutung des Lichts für die Maler des Impressionismus reflektieren die geschwungenen Verbindungswände das Sonnenlicht, werfen Schatten und schaffen eine luftige, einladende Atmosphäre. Im Inneren ermöglichen speziell entworfene Oberlichter den Besuchern, die Kunstwerke in natürlichem Licht zu erleben.

## Sammlung
Die Sammlung des Museums bietet einen umfassenden Überblick über die amerikanische Kunst des späten 19. und frühen 20. Jahrhunderts, insbesondere von Künstlern, die in der Old Lyme Art Colony tätig waren. Eine Besonderheit des Museums sind die von Künstlern bemalten Wandpaneele und Türen im Speisesaal des Florence Griswold House. Sie stammen von Künstlern wie Childe Hassam, Willard Metcalf, Henry Rankin Poore, Everett Warner, Allen Butler Talcott, William Chadwick, William Henry Howe, Matilda Browne, Harry Hoffman, Arthur Heming, Chauncey Foster Ryder, Clark Voorhees, Carleton Wiggins und Bruce Crane.
Zu den herausragenden Werken und Künstlern der Sammlung gehören
- Willard Metcalf: May Night (1906), das die Fassade des Griswold House im Mondschein zeigt.
- Childe Hassam: Summer Evening, A Woman at the Window (1886).
- Frederic Church: The Charter Oak at Hartford (1846).
- John F. Kensett: Shore of Darien, Connecticut (1872).
- Matilda Browne: Peonies (ca. 1907)

Weitere Künstler in der Sammlung sind Milton Avery, David Johnson, Edward Francis Rook, Gurdon Trumbull, John Ferguson Weir, Edwin White, Lilian Westcott Hale, Bessie Potter Vonnoh, Emil Carlsen, Charles Ebert, Bruce Crane und Henry Ward Ranger.